# František Ludvík Poppe
František Ludvík Poppe, také Franz Ludwig Poppe nebo Johann Poppe (17. září 1671 Opolí, Opolské knížectví (dnes v Polsku) – 18. prosince 1730 Praha), byl český kněz a hudební skladatel.

## Život
Studoval teologii a práva na pražské univerzitě. Vstoupil do Řádu křižovníků s červenou hvězdou a řádové sliby složil 11. listopadu 1700. Občanským jménem byl patrně Jan. Jména Franz Ludwig jsou patrně řeholní. Působil na řadě křížovnických farností v Čechách (Most, Praha, Knín, Klučenice). Posledním jeho působištěm byl kostel svatého Františka z Assisi na Starém Městě v Praze.
Poppeho dílo vychází benátské polyfonie a polychorality. Začíná se však i výrazněji prosazovat homofonie.
Při inventarizaci movitého majetku Rytířského řádu křižovníků s červenou hvězdou byl v roce 2003 v depozitáři farního úřadu v Boroticích nalezen poškozený obraz, který byl později určen jako nejvýše pravděpodobný portrét skladatele. V roce 2004 byl na náklady řádu restaurován a dnes je uložen v sakristii kostela sv. Františka Serafínského v Praze.
V Opolí byl nalezen záznam o křtu, který opravil dosud běžně uváděný rok narození 1670 na 1671.

## Dílo
Byl velmi plodným a úspěšným hudebním skladatelem. Jeho díla měla úspěch i u císařského dvora ve Vídni a 6 jeho skladeb bylo nalezeno v Drážďanech. Další jsou rozšířena na mnoha dalších českých i německých kůrech. V inventáři křižovníků z let 1737–1738 je pod jeho jménem uvedeno 158 skladeb. Je mezi nimi:
- 30 mší
- 2 requiem
- litanie
- žalmy
- ofertoria a další drobnější skladby.

Pro svatovítskou kapitulu složil Te Deum pro kanonizaci svatého Jana Nepomuckého. Nejznámější ze skladatelových děl je moteto Peccavimus a česká pastorela pro sólový alt Pospíchejte.
Komponoval však i světskou hudbu. Ve sbírce cisterciáckého kláštera v Oseku se dochovaly partity a tance. Jeho skladby byly provedeny také v roce 1725 u příležitosti lodního procesí.